# Grande Prêmio da Espanha de 1973
Resultados do Grande Prêmio da Espanha de Fórmula 1 realizado em Montjuïc em 29 de abril de 1973. Quarta etapa da temporada, nele a vitória coube ao brasileiro Emerson Fittipaldi, da Lotus-Ford.

## Classificação da prova
| Pos. | Nº | Piloto               | Construtor        | Voltas | Tempo/Diferença   | Grid | Pontos |
| ---- | -- | -------------------- | ----------------- | ------ | ----------------- | ---- | ------ |
| 1    | 1  | Emerson Fittipaldi   | Lotus-Ford        | 75     | 1:48:18.7         | 7    | 9      |
| 2    | 4  | François Cevert      | Tyrrell-Ford      | 75     | + 42.7            | 3    | 6      |
| 3    | 20 | George Follmer       | Shadow-Ford       | 75     | + 1:13.1          | 14   | 4      |
| 4    | 6  | Peter Revson         | McLaren-Ford      | 74     | + 1 volta         | 5    | 3      |
| 5    | 15 | Jean-Pierre Beltoise | BRM               | 74     | + 1 volta         | 10   | 2      |
| 6    | 5  | Denny Hulme          | McLaren-Ford      | 74     | + 1 volta         | 2    | 1      |
| 7    | 12 | Mike Beuttler        | March-Ford        | 74     | + 1 volta         | 19   |        |
| 8    | 11 | Henri Pescarolo      | March-Ford        | 73     | + 2 voltas        | 18   |        |
| 9    | 14 | Clay Regazzoni       | BRM               | 69     | + 6 voltas        | 8    |        |
| 10   | 17 | Wilson Fittipaldi    | Brabham-Ford      | 69     | + 6 voltas        | 12   |        |
| 11   | 24 | Nanni Galli          | Iso-Marlboro-Ford | 69     | + 6 voltas        | 20   |        |
| 12   | 7  | Jacky Ickx           | Ferrari           | 69     | + 6 voltas        | 6    |        |
| Ret  | 18 | Carlos Reutemann     | Brabham-Ford      | 66     | Semieixo          | 15   |        |
| Ret  | 23 | Howden Ganley        | Iso-Marlboro-Ford | 63     | Pane seca         | 21   |        |
| Ret  | 2  | Ronnie Peterson      | Lotus-Ford        | 56     | Câmbio            | 1    |        |
| Ret  | 3  | Jackie Stewart       | Tyrrell-Ford      | 47     | Freios            | 4    |        |
| Ret  | 16 | Niki Lauda           | BRM               | 28     | Pneus             | 11   |        |
| Ret  | 25 | Graham Hill          | Shadow-Ford       | 27     | Freios            | 22   |        |
| Ret  | 9  | Mike Hailwood        | Surtees-Ford      | 25     | Vazamento de óleo | 9    |        |
| Ret  | 19 | Jackie Oliver        | Shadow-Ford       | 23     | Motor             | 13   |        |
| Ret  | 21 | Andrea de Adamich    | Brabham-Ford      | 17     | Roda              | 17   |        |
| Ret  | 10 | José Carlos Pace     | Surtees-Ford      | 13     | Semieixo          | 16   |        |

## Tabela do campeonato após a corrida
|   | Pos. | Piloto             | Pontos |
| - | ---- | ------------------ | ------ |
|   | 1    | Emerson Fittipaldi | 31     |
|   | 2    | Jackie Stewart     | 19     |
| 2 | 3    | François Cevert    | 12     |
|   | 4    | Peter Revson       | 9      |
| 2 | 5    | Denny Hulme        | 9      |

|   | Pos. | Construtor   | Pontos |
| - | ---- | ------------ | ------ |
|   | 1    | Lotus-Ford   | 31     |
|   | 2    | Tyrrell-Ford | 27     |
|   | 3    | McLaren-Ford | 15     |
|   | 4    | Ferrari      | 9      |
| 2 | 5    | Shadow-Ford  | 5      |

- Nota: Somente as primeiras cinco posições estão listadas. Em 1973 os pilotos computariam sete resultados nas oito primeiras corridas do ano e seis nas últimas sete. Neste ponto esclarecemos: na tabela dos construtores figurava somente o melhor colocado dentre os carros do mesmo time.